# 尼祖·馬田
安東尼·尼祖·馬田（英語：Antony Nigel Martyn，1966年8月11日—），通常被稱為尼祖·馬田，是一名前英格蘭足球員，司職門將，生涯一共上陣超過600場。馬田球員生涯中主要效力水晶宮和列斯聯，另外馬田又代表英格蘭上陣23場。由於傷患困擾，馬田在2006年宣佈離開效力三季的愛華頓並退役。馬田現時是巴拉福特的門將教練。

## 球員生涯

### 早年
馬田最初是一名中場球員，後來在16歲轉任門將。1987年，馬田成為布里斯托流浪的一員1989年，馬田以100萬英鎊身價轉投水晶宮，成為首位達100萬轉會費的門將，馬田在水晶宮的表現令他爭取到國腳的位置。馬田一共為水晶宮上陣了349場，其中包括1990年足總杯決賽、1991年英格蘭足總會員盃決賽。1996年，馬田以225萬英鎊身價轉會至列斯聯。

### 列斯聯
馬田自加盟後一直是球會的首席門將，不過當時新上任的列斯聯領隊泰利·雲拿保斯卻起用另一位年輕門將保羅·羅賓遜並且上陣了02/03球季所有賽事。

### 愛華頓
2003年夏天，馬田受到車路士和愛華頓的斟介，兩間球會均是希望馬田作後備門將，若果轉投車路士則要在卡路·古迪仙尼之下，愛華頓則是李察·胡禮之下。最終馬田選擇加盟愛華頓，不久後李察·胡禮因傷關係令馬田首次代表球會上陣，後來馬田在李察·胡禮傷癒後仍然擔任著球隊首席門將。
2005年，馬田被選為水晶宮百年十一人之一。2006年4月10日，馬田成為列斯聯歷年最佳陣容的一員。
2006年6月8日，馬田因傷宣佈退役。當時愛華頓領隊大衛·莫耶斯說：「我會掛念馬田的因為他是我簽下的球員裡最好的。」

## 國際賽
1992年，馬田首次代表英格蘭上陣。由於一直活在大衛·施文的陰影下，馬田僅代表英格蘭上陣了23場。

## 教練生涯
馬田成為了巴拉福特的門將教練與以前的隊友大衛·韋瑟羅爾一同共事。

## 外部連結
- 足球数据库：尼祖·馬田的球员统计数据
- Crystal Palace Hall of Fame entry
- "Leedsfans" profile of Martyn
- "ToffeeWeb" article （页面存档备份，存于）